# 부산국제포럼
《부산국제포럼》(Pusan International Forum)은 부산외국어대학교에서 발행한 지역 대학교 최초의 국제관계 학술 저널지이다.

## 개요
부산국제포럼(Pusan International Forum)은 부산외국어대학교에서 서울 지역을 제외한 지역 대학교에서 발행한 최초의 종합 국제관계 학술저널지로 처음에는 '계간 부산외대'로 창간되었으나, 1995년 8월에 국제 관계의 학술지로 변경하였다. 부산국제포럼은 한국사회의 국제 관계 전반에 관한 시론, 국제논단, 칼럼과 특집, 평론 등을 취급했으며 주한 외국 대사의 특별 기고문을 게재했다. 당시 발행인은 박봉식 부산외대 총장이었으며 하승무 시인이 공동편집인 겸 편집주간을 맡았다.

## 연혁
- 1994년 5월 "계간 부산외대" 창간.
- 1995년 8월 "계간 부산국제포럼"으로 제목 및 발행 목적 변경.
- 1998년 폐간 (紙齡 17 호)

## 주요 필진
- 제임스 레이니 · 조순 · 오병문 (1928년) · 김진현(정치인) · 강경식 (1936년) · 박봉식 · 강경식 (1936년) · 하승무 · 김시중 · 신용대 · 山下新太郞  · 김수일 · 김문길 · 신희석 · 서병철 · 고종환 · 나종해

## 참고 문헌
- 지역연구분야 학술지 목록집 제4권 4호, 서울대학교 국제지역원, 1996
- 부산외국어대학교 20년사. 2002

## 같이 보기
- 부산외국어대학교
- 대한민국 국회도서관